# Пакучи (Л'Аквила)
Пакучи (итал. Paccucci) је насеље у Италији у округу Л'Аквила, региону Абруцо.
Према процени из 2011. у насељу је живело 69 становника. Насеље се налази на надморској висини од 424 м.